# 图斯卡尼亚
图斯卡尼亚（義大利語：Tuscania），是意大利维泰博省的一个市镇。总面积208.03平方公里，人口8210人，人口密度39.5人/平方公里（2009年）。ISTAT代码为056052。